# Голубятникова, Елена Николаевна
Елена Николаевна Голубятникова (15 февраля 1926 — 10 февраля 1943) — юная герой-пионер, партизан Великой Отечественной войны, убита автоматной очередью 10 февраля 1943 года в станице Брюховецкой.

## Биография
Родилась 15 февраля 1926 года в станице Брюховецкой Северо-Кавказского края. В семье было ещё двое детей, средний брат Виталий и младший брат Валентин. Николай Яковлевич Голубятников, отец Елены, был кузнецом в третьем поколении. В 1861 году, после отмены крепостного права, его предки переселились на Кубань. В Брюховецкой он работал в мастерских Трактороуча, затем трудился на элеваторе. Ефросиния Евстахиевна, мама, уроженка Орловской области, в 1921 году приехала на Кубань, здесь и вышла замуж. С 8 лет Лена обучалась в школе. Добрая, отзывчивая, внимательная и ответственная, она с пятого класса избиралась старостой. Перед войной девушка окончила семилетнюю школу с отличием. Любила рукодельничать и читала много книг. Её мечта была стать врачом. В начале Великой Отечественной войны Николай Яковлевич ушёл на фронт, погиб в бою в феврале 1943 года.
В 1942 году станицу заняли немцы. Недоброжелатели сообщили им, что Голубятниковы работают на партизан. Фашисты нагрянули к ним в дом, разгромили всё, ценное забрали. Через несколько дней в их дом попал снаряд, жильё сильно пострадало, но семья продолжала ютиться в нём. Лена собирала швейные иголки, которыми её брат Виталий портил телефонные кабели, прокалывал шины у автотранспорта. Сама она редко выходила из дому, та как в семье боялись, что её отправят на работы в Германию. Девушка она была стройной и красивой.
10 февраля 1943 года вся семья стояла у забора своего дома. В станицу входила освободительная красная Армия. Но фашисты решили устроить засаду: засели напротив дома Голубятниковых, в сарае. Когда показался первый отряд, бесстрашный мальчик Виталий бросился на встречу красноармейцам, предупреждая, что в сарае засада. Солдаты изменили маршрут и пошли в обход сарая. Мальчишка уже направлялся обратно, когда немцы выпустили в него несколько автоматных очередей. Виталик упал замертво. Лена кинулась к брату, но тут же медленно осела под вражескими пулями. Так погибли герои юные партизаны Виталий и Елена Голубятниковы. Враги были схвачены и преданы военному суду.
Брат и сестра похоронены в одной могиле на Брюховецком кладбище. На могиле высечена надпись: «Вам, юным героям, ушедшим в бессмертие, от благодарных жителей Брюховецкой».

## Память
- Школа №3 станицы Брюховецкой носила имя героев Голубятниковых.
- На территории учебного заведения установлены бюсты юным героям.
- Одна из улиц станицы названа именем Голубятниковых.
- Очерки и стихи написаны в память о героическом поступке брата и сестры.
- В 2017 году имя Лены Голубятниковой было названо в числе лауреатов общественно-государственного проекта «Поисково-просветительская экспедиция "Имя Кубани"» в номинации «Молодое имя Кубани» от Брюховецкого района.